# Waldheim-Affäre

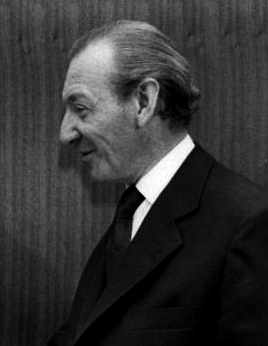
Kurt Waldheim (1973)

Die Waldheim-Affäre oder Waldheim-Debatte (auch: Affäre/Causa/Fall Waldheim) war eine internationale Debatte um die vermutete Beteiligung Kurt Waldheims an Kriegsverbrechen in der Zeit des Nationalsozialismus. Sie begann 1986 im Wahlkampf des früheren UN-Generalsekretärs für das Bundespräsidentenamt Österreichs, dauerte bis zum Ende seiner Amtszeit 1992 und wirkte darüber hinaus fort.
Waldheim hatte seine Tätigkeiten als Offizier der Wehrmacht von 1942 bis 1944 in biografischen Angaben ausgelassen und bestritt nach deren Bekanntwerden jede Beteiligung an NS-Verbrechen und jede damalige Kenntnis davon. In- und ausländische Medien und der Jüdische Weltkongress (WJC) verbreiteten dazu Informationen, die für gegensätzliche politische Ziele benutzt wurden: Waldheims Verteidiger kritisierten eine ausländische Einmischung und kampagnenartige Verurteilung eines durchschnittlichen Opportunisten, Waldheims Gegner sahen darin eine Abwehr berechtigter Vorwürfe. Einige Historiker haben antisemitische Reaktionsmuster im Affärenverlauf analysiert.
Als Bundespräsident blieb Waldheim außenpolitisch weitgehend isoliert. Die USA erließen im April 1987 ein privates Einreiseverbot für den „mutmaßlichen Kriegsverbrecher“. 1988 ermittelte eine auf seinen Wunsch von der Regierung eingesetzte internationale Historikerkommission, dass er keine Verbrechen begangen, aber Detailkenntnisse von Mordbefehlen, Deportationen und Morden in seiner Umgebung gehabt hatte. Er habe deren Ausführung einige Male erleichtert, etwa durch Weitergabe von „Feindlageberichten“.
Infolge der Affäre diskutierte das Land erstmals offen die Beteiligung von Österreichern an NS-Verbrechen in der Zeit des Nationalsozialismus. Dies bewirkte eine Abkehr von der staatlichen Opferthese, wonach Österreich 1938 „erstes Opfer Adolf Hitlers“ gewesen sei, stärkte aber auch die seitdem rechtspopulistische FPÖ. Ab 1992 beschloss der Nationalrat die Entschädigung vertriebener Juden und Zwangsarbeiter, ab 2001 die Restitution.

## Vorgeschichte

### Frühe Hinweise und Anfragen, Hintergrund
Als Waldheim 1971 erstmals (erfolglos) für das Präsidentenamt kandidierte, behauptete das FPÖ-nahe Salzburger Volksblatt, er habe einer „SS-Reiterstandarte“ angehört, und forderte, die ÖVP dürfe sich deshalb nicht von ihrem Kandidaten distanzieren. Der Bericht blieb folgenlos.
Die im März 1979 erfolgte Ausstrahlung der Fernsehserie Holocaust im österreichischen ORF warf zum ersten Mal in der Öffentlichkeit die Frage auf, in welcher Hinsicht die Nazi-Verbrechen auch österreichische waren.
Nach einer Anfrage von Yad Vashem erkundete der österreichische Holocaust-Überlebende Simon Wiesenthal 1979 beim Berlin Document Center mit Hinweis auf die Wehrmachtauskunftstelle, Waldheim habe als Leutnant in der Heeresgruppe E auf dem Balkan gedient, aber keiner NS-Organisation angehört. Letzteres teilte er Yad Vashem schriftlich mit.
Die Autorin Shirley Hazzard berichtete am 19. Jänner 1980 in der US-Zeitung The New Republic, Waldheim sei seit 1938 in der „Nazi-Jugendbewegung“ gewesen. Danach fragte der Holocaustüberlebende Hillel Seidman den UN-Generalsekretär Waldheim am 9. Oktober 1980. Waldheim wies die Annahme als „Dummheiten“ zurück. Auch eine schriftliche Nachfrage des US-Kongressabgeordneten Stephen J. Solarz verneinte Waldheim.
Solarz fragte daraufhin den US-Auslandsgeheimdienst CIA nach Erkenntnissen über NS-Mitgliedschaften Waldheims. Ein CIA-Vertreter verneinte diese am 31. Dezember 1980 und ergänzte, es gebe keine Hinweise auf „antijüdische Aktivitäten“ Waldheims.

### Kandidatur und erste Recherchen
Am 1. März 1985 bot der SPÖ-Vorsitzende Fred Sinowatz Waldheim an, ihn gemeinsam mit der ÖVP als Präsidentschaftskandidaten aufzustellen. Am Folgetag nominierte ÖVP-Obmann Alois Mock Waldheim jedoch als Kandidaten seiner Partei, die so laut Umfragen gute Chancen auf ihren ersten Sieg bei einer Präsidentenwahl seit 1945 hatte. Die SPÖ stellte am 16. April Gesundheitsminister Kurt Steyrer als Gegenkandidaten auf.
Waldheim veröffentlichte im Frühjahr 1985 ein Buch über seine Zeit als UN-Generalsekretär (1972 bis 1981). Ein Kapitel darin erwähnte seine Kriegszeit mit wenigen Sätzen: Er sei im Dezember 1941 an der Ostfront verwundet, daraufhin zur Genesung nach Österreich beurlaubt, nach der Heilung wieder eingezogen worden und habe sich bei Kriegsende (8. Mai 1945) bei Triest befunden. Er und die ÖVP stellten seine internationale Erfahrung heraus, etwa mit der Plakatparole „Ein Österreicher, dem die Welt vertraut“.
Bei der Vorstellung von Waldheims Wahlkampfteam am 3. Oktober 1985 fragte der Stern-Reporter Georg Karp, ob seine frühere Mitgliedschaft im Nationalsozialistischen Deutschen Studentenbund (NSDStB) bekannt sei. Nur die Wochenzeitschrift profil recherchierte danach und meldete am 14. Oktober 1985, Karps Angabe sei unbelegt.
Nach späteren Presseberichten beabsichtigten führende SPÖ-Vertreter 1985, Waldheims Kriegszeit zum Wahlkampfthema zu machen, um Steyrers Wahlchancen zu erhöhen. Das wurde von der SPÖ bestritten. Nach einem Redeprotokoll von Ottilie Matysek kündigte Fred Sinowatz SPÖ-Vertretern des Burgenlands am 28. Oktober 1985 an, man werde „zur rechten Zeit vor der Präsidentenwahl in einer großangelegten Kampagne die österreichische Bevölkerung über Waldheims braune Vergangenheit informieren“. 1987 verklagte Sinowatz den profil-Reporter Alfred Worm, der seine Aussage im April 1986 zitiert hatte, wegen übler Nachrede. Worm wurde jedoch aufgrund von Matyseks Notiz freigesprochen. Sinowatz und andere SPÖ-Vertreter, die seine Aussage bestritten hatten, wurden 1992 rechtskräftig wegen Falschaussagen zu hohen Geldstrafen verurteilt.
Nach weiteren profil-Berichten besaß die SPÖ seit Frühjahr 1985 einen 1971 erstellten Akt des Heeres-Nachrichtenamtes über Waldheims Kriegszeit. Hans Pusch, der Kabinettschef von Sinowatz, soll im August oder September 1985 den US-amerikanischen Journalisten James M. Dorsey bei einem Treffen über Waldheims „braune Vergangenheit“ zu informieren versucht haben. Weiter versuchte er von seinem ehemaligen Schuldirektor, dem ehemaligen SS-Obersturmbannführer Wilhelm Höttl, Informationen zu Waldheim zu bekommen, was ergebnislos blieb. Pusch galt daher für ÖVP-Wahlkampfleiter Kurt Bergmann wie auch für Bruno Kreisky, den früheren langjährigen SPÖ-Bundeskanzler, als Urheber einer internationalen Verleumdungskampagne gegen Waldheim.
Im Oktober 1985 gaben Unbekannte profil-Chefredakteur Helmut Voska die Fotografie eines jungen Mannes in der Kleidung von NS-Studenten, der Waldheim ähnelte. Dieser bestritt auf Vorlage, dass er abgebildet sei; Voska ließ nun jedoch zu Waldheims Kriegszeit recherchieren. Auch Georg Tidl, Historiker und damals Journalist beim Österreichischen Rundfunk (ORF), recherchierte dazu und legte seine Ergebnisse dem ÖVP-Wahlkampfleiter Alois Mock vor. Dieser soll nicht interessiert gewesen sein. Nach anderen Angaben soll Tidl bei Mock Waldheims Rückzug von der Kandidatur zu erpressen versucht und sein Material dann in die USA verkauft haben. Dem widersprach Tidl 2015: Er habe nie mit Mock gesprochen, sondern mit dessen Büroleiter Clemens Steindl. Die Geschichte sei rund um Andreas Khol konstruiert worden, um ihn „quasi als Verräter“ darzustellen. Auch sei das angeblich von ihm weitergegebene Foto, das Waldheim mit SS-General Artur Phleps zeigte, bereits 1983 veröffentlicht worden.
Im Jänner 1986 wurde der 1947 als Kriegsverbrecher hingerichtete General der Wehrmacht Alexander Löhr in der Wiener Stiftskaserne mit einer Gedenktafel geehrt. In einer Kurzmeldung darüber erwähnte profil-Redakteur Otmar Lahodynsky, dass Waldheim Ordonnanzoffizier im Stab Löhrs gewesen war. Für erste Recherchen dazu sandte der WJC Elan Steinberg, einen seiner Anwälte, nach Wien.
Dort soll ein Unbekannter – vermutet wurde Georg Tidl – ihm Material zu Waldheims Kriegsvergangenheit übergeben haben. Nach aktuelleren Quellen übergab Hans Pusch diese Unterlagen am 4. Februar 1986 an Eli Rosenbaum, den Chefanwalt des WJC.

## Verlauf

### Erste Berichte zu Waldheims Kriegsvergangenheit
Von März 1986 an häuften sich die Veröffentlichungen zu Waldheims Vergangenheit, so dass manche Historiker von einer regelrechten „Kampagne“ sprechen. Am Abend des 2. März eröffnete Hubertus Czernins Artikel „Waldheim und die SA“ eine wöchentliche Artikelserie von profil zu Waldheims Kriegsvergangenheit. Dieser hatte Czernin seine Wehrstammkarte überlassen. Demnach war er Mitglied der SA-Reiterstandarte 5/90 und im Nationalsozialistischen Deutschen Studentenbund/NSDStB; nach seiner Verwundung 1941 wurde er als „kriegsdienstverwendungsfähig“ eingestuft, wurde Ende März 1942 zum Armeeoberkommando 12 (ab 1943 Heeresgruppe E unter General Alexander Löhr) nach Saloniki versetzt und erhielt im November 1942 Studienurlaub. Von einer Beteiligung an NS-Verbrechen sprach Czernin nicht.
Am 4. März berichtete John Tagliabue in der New York Times, Waldheim habe 1942 und 1943 in einer Wehrmachteinheit gedient, die gegen Partisanen brutal vorgegangen sei und massenweise griechische Juden in deutsche KZs deportiert habe. Dies und seine SA- und NSDStB-Mitgliedschaft hätten von ihm autorisierte und eigene biografische Angaben ausgelassen. Als Quellen nannte der Autor deutsche Militärakten, österreichische Militärarchive und unabhängig geprüfte, vom WJC zur Verfügung gestellte Dokumente.
Ebenfalls am 4. März veröffentlichte der WJC in den USA erstmals Dokumente zu denselben Sachverhalten. Darunter war eine Fotografie, die Waldheim mit hochrangigen SS-Offizieren wie Artur Phleps zeigte, die 1942 an der „Aktion Schwarz“ – Massakern an tausenden jugoslawischen Zivilisten – beteiligt gewesen waren. Der WJC betonte, Waldheim habe seine SA- und NSDStB-Mitgliedschaften, seinen Kriegsdienst 1942/1943 im Stab des Kriegsverbrechers Löhr, Kontakte zu Waffen-SS-Vertretern sowie seine Anwesenheit in Saloniki im März 1943 während der dortigen täglichen Deportation von 2000 bis 2500 Juden stets verschwiegen oder bestritten. Edgar Bronfman nannte dies „eine der am meisten ausgearbeiteten Täuschungen unserer Zeit“. Diese Vorwürfe bekräftigte der WJC bis 31. Juli 1986 mit insgesamt 30 Pressemitteilungen.
Am 10. März berichtete Czernin erstmals über Waldheims Funktion bei der Abteilung „Ic/AO“ im Generalstab der Heeresgruppe E. Das Ustascha-Regime Kroatiens habe ihm für seine Verdienste bei der Partisanenbekämpfung die Zvonimir-Medaille mit Silber und Eichenlaub verliehen. Die United Nations War Crimes Commission (UNWCC) habe ihn 1948 namentlich erwähnt.
Am 22. März bestätigte der WJC letztere Meldung mit einem Auszug aus dem Zentralregister der US-Armee für als Kriegsverbrecher Verdächtigte (CROWCASS): Danach suchte die UNWCC den „Abwehroffizier“ Waldheim auf Antrag Jugoslawiens 1948 wegen Mordes. Der WJC nannte Waldheim deshalb bis zu seiner Wahl „mutmaßlichen Kriegsverbrecher“, aber nicht Abwehroffizier; er wertete das Dokument also zutreffend als unbewiesene Verdächtigung. Diese erhärtete sich nicht, da die Anklage nur auf mündlichen, ungeprüften Zeugenaussagen beruhte und Waldheim auf früheren Suchlisten fehlte. Der WJC ging jedoch seither davon aus, dass Waldheim Teile seines Kriegsdienstes bewusst verschwiegen und nach deren Bekanntwerden darüber gelogen hatte. Demgemäß betonte Elan Steinberg in einem profil-Interview am 24. März 1986: „Aber Waldheim ist kein Kriegsverbrecher – zumindest soweit wir bis jetzt wissen.“
Israel Singer (WJC) drohte in derselben Ausgabe:

„Wenn er nicht bis zu seiner Wahl die Vergangenheit rücksichtslos und lückenlos offenlegt, wird dies ihn und jeden Österreicher die nächsten Jahre verfolgen. Bitburg war schlimm genug, dauerte jedoch nur einen Tag; die Aktionen gegen Waldheim werden sechs Jahre lang dauern.“

Am 25. März veröffentlichte der WJC Recherche-Ergebnisse seines Beauftragten Robert Herzstein. Dieser deutete Waldheims Rang „03“ (dritter Ordonnanzoffizier) im „Ic/AO“ als „senior intelligence officer“. Er habe die Zvonimirmedaille nach dem Kozara-Massaker erhalten, bei dem seine Heereseinheit zusammen mit Ustascha-Kämpfern tausende Jugoslawen tötete. Er habe dem Generalstab direkt über Gefangenenverhöre, die nationalsozialistische Zuverlässigkeit von Personal und „Spezialaufgaben“, nämlich Attentate, Entführungen und Deportationen, berichtet und auch Berichte über „Säuberungen“ unterzeichnet. Dabei stützte sich Herzstein auf eine Dienstbeschreibung der Heeresgruppe E vom Dezember 1943 und eine Studie des US-Kriegsministeriums von 1984 über den Wehrmachtnachrichtendienst. Die Deutung dieser Dokumente blieb im Verlauf der Affäre umstritten; einen persönlichen Schuldvorwurf gegen Waldheim erhoben die WJC-Vertreter bis dahin nicht.
Ein ORF-Redakteur gab die WJC-Vorwürfe am 25. März teilweise verzerrt wieder: Waldheim sei „Vernehmungsoffizier der Abwehr“ und „nachweisbar ein Nazi“ gewesen, habe „40 Jahre lang gelogen“, „über Kriegsverbrechen Bescheid gewusst und persönlich an Partisanenaktivitäten teilgenommen“.
Am 26. März titelte das Massenblatt New York Post die Falschbehauptung: Papers show Waldheim was SS Butcher.
Am 14. April erwähnte der WJC erstmals Dokumente, die jugoslawische Ankläger Waldheims der UNWCC 1947 vorgelegt und die ihn als „flüchtigen Nazi-Kriegsverbrecher“ bezeichnet hatten. Er habe Orte mit Partisanentätigkeiten identifiziert, an denen dann befehlsgemäß Massaker an Zivilisten verübt worden seien. Bis auf zwei seien alle beteiligten Täter im „Fall 7“ der Nürnberger Prozesse verurteilt worden. Der WJC ließ jedoch unerwähnt, dass einer der damals Freigesprochenen, Hermann Foertsch, als Generalstabschef der Heeresgruppen E und F weit mehr für deren Massaker verantwortlich war als Waldheim.
Nach weiteren Dokumenten soll Waldheim im Oktober 1944 an Vergeltungsmassakern gegen drei jugoslawische Dörfer beteiligt gewesen sein. Dabei argumentierte der WJC wie folgt: Waldheim habe eine Anordnung von General Löhr, Partisanenaktionen mit Exekutionen und Zerstörungen zu rächen, und damit die Folgen seiner Tagesberichte über „Bandentätigkeiten“ gekannt. Daher trage er Mitschuld für Massaker und Inbrandsetzen von Dörfern und Lebensmitteln. Während Schuld in den Nürnberger Prozessen so nicht definiert wurde, stimmten die WJC-Vorwürfe mit jugoslawischen Anklagen von 1947 überein. Diese hielt der WJC nun offenbar für zutreffend: Die Freigabe des UN-Aktes, schrieb Bronfman am 16. April an den damaligen US-Außenminister George Shultz, erhärte den Eindruck, dass Waldheim als angeklagter Kriegsverbrecher gesucht worden sei. Dieser habe demnach am „grausamsten Verhalten“ der Nationalsozialisten „teilgenommen“; in welcher Weise, ließ Bronfman offen. Am 29. April legte der WJC Dokumente vor, wonach Waldheim entgegen seiner behaupteten Unkenntnis von Deportationen griechischer Juden gewusst haben müsse. Zudem könne er durchaus auch persönlich dabei mitgewirkt haben.
Auch deutsche und britische Stellen recherchierten nun zu Waldheims Kriegszeit. Der Spiegel berichtete am 28. April von „Tätigkeitsberichten“ seiner Abteilung Ic/AO vom April bis Juli 1944: Darin sind Vernehmungen und Übergaben alliierter Kriegsgefangener an den Sicherheitsdienst vermerkt, die damit einer „Sonderbehandlung“ unterzogen, das heißt, ermordet wurden. Einige davon hat Waldheim unterzeichnet. Ab 17. Mai ließ Großbritanniens Regierung nach einem entsprechenden Antrag im House of Commons untersuchen, ob Waldheim mit dem Verschwinden gefangener britischer Kommandos im Balkankrieg zu tun hatte.
Am 2. Juni listete ein Zwischenbericht des WJC alle bis dahin bekannt gewordenen Dokumente zu Waldheims „verborgenen Jahren“ auf. Bronfman nannte Waldheim diesbezüglich einen „unmoralischen und uneinsichtigen Lügner“, dessen Präsidentenwahl „ein Akt symbolischer Amnestie für den Holocaust“ wäre.
Er sah Waldheim als gewissenlosen Opportunisten an, der sich auf die „Mordmaschine der Nazis“ eingelassen habe.

### Reaktionen Waldheims
Gegenüber Tagliabue bestätigte Waldheim am 2. März 1986 seinen Dienst in der Heeresgruppe E, behauptete aber, er habe nichts von deren Kriegsverbrechen gewusst und höre nun erstmals von Massendeportationen griechischer Juden aus Saloniki. Seine Gegner wollten diese Information nach 40 Jahren zeitgerecht politisch missbrauchen. Er habe NS-Organisationen nur angehört, um sich und seine Familie zu schützen. Diese sei als NS-Gegner bekannt gewesen. Er habe nie eine vollständige Autobiografie zu schreiben beansprucht.
Am 9. und 10. März wies Waldheim in Interviews alle Behauptungen über seine NS-Vergangenheit als „unwahr“ zurück. Es handele sich um eine monatelang geplante „großangelegte Verleumdungskampagne“. In diesem Kontext sagte er: „Ich habe im Krieg nichts anderes getan als hunderttausende Österreicher auch, nämlich meine Pflicht als Soldat erfüllt“. Das entsprach dem Selbstbild vieler Österreicher seiner Generation.
Als „offen antisemitische[r] Appell“ wird Waldheims Bemerkung vom 3. Mai gewertet: „[Die internationale Presse] ist von dem jüdischen Weltkongreß dominiert. Das ist wohl bekannt.“
Am 25. März erklärte er, die vorgelegten Dokumente bewiesen keine Verbrechen. Er sei kein Abwehroffizier und daher nicht an Verhören beteiligt gewesen. Am 13. April bestritt er in einem 13-seitigen Memorandum an US-Außenminister George Shultz und die Washington Post seine Teilnahme am Kozarafeldzug und dessen Massakern: Im Sommer 1942 sei er 180 km von Kozara entfernt als Verbindungsoffizier für italienische Infanterie stationiert gewesen. Dies wiederholte er am 14. April auch gegenüber dem Spiegel und machte „eine einzige Interessengruppe in New York“ für die Vorwürfe verantwortlich. Man habe zur Präsidentenwahl in Österreich ein „Lügengebäude“ erstellt. Er lasse sich aber nicht einschüchtern:

„Ich war kein Nazi, ich war weder Mitglied der SA noch des NS-Studentenbundes, ich habe keine Kriegsverbrechen begangen. Ich war ein anständiger Soldat, der wie Hunderttausende andere zum Dienst in der deutschen Armee gezwungen wurde.“

Nach dem „Anschluss Österreichs“ hätten die Nationalsozialisten seinen Vater als Anhänger von Kurt Schuschnigg verhaftet. Nur der Form halber sei er höchstens sechsmal ohne Uniform in einem NS-Reiterkorps mitgeritten und habe dies nach 1945 in einem Fragebogen vermerkt. Eine auf seinen Namen ausgestellte SA-Mitgliedskarte gebe es nicht. Um seine Leser nicht zu langweilen, habe er biografische Angaben auf die für ihn wichtigen Wendepunkte begrenzt; 1971 habe sich noch niemand für Details von 1942 bis 1944 interessiert. Er habe nie einen Partisanen und Juden mit Judenstern gesehen, da er als Kriegsverletzter nur noch als Dolmetscher, Verbindungs- und Ordonnanzoffizier „reine Schreibarbeit geleistet“ habe. Er habe nichts von Judendeportationen aus Saloniki wissen können, da er von November 1942 bis Mitte April 1943 einen Studienurlaub in Österreich verbracht habe. Dies könnten ihm mehrere Zeugen, darunter sein damaliger Vorgesetzter, bestätigen. Er fühle sich für das Leiden der jüdischen Bevölkerung unter dem NS-Regime nicht verantwortlich; seine Familie habe dieses Regime abgelehnt. 41 Jahre nach Kriegsende müsse „endlich Schluß sein“ mit Pauschalvorwürfen an die Österreicher. Der WJC greife ihn eigentlich wegen seiner Nahostpolitik als UN-Generalsekretär an.
Am 26. Oktober 1986, dem Nationalfeiertag, sagte Waldheim nichts zur Mitverantwortung Österreichs für NS-Verbrechen. Ari Rath, der Herausgeber der Jerusalem Post, hatte ihm am 3. Oktober in der Hofburg vergeblich dazu geraten.
Am 30. Oktober erklärte Waldheims Pressesprecher Gerold Christian, Waldheim sei als Übersetzer und „Hilfsoffizier“ im Kozara-Feldzug 1942 gewesen, aber nicht bei der kämpfenden Truppe und nicht bei Aktionen gegen Partisanen oder Juden. Damit reagierte er auf Belege für Waldheims damalige Zugehörigkeit zum Stab des Generals Friedrich von Stahl. Danach war Waldheims Glaubwürdigkeit wegen erwiesener Falschaussagen beschädigt.
Sein Reaktionsmuster, zuerst Nichtwissen, dann Vergessen von Massenmorden zu behaupten, bezeichnen Zeitzeugen und Historiker als „Waldheim-Syndrom“.

### Reaktionen in Österreich
Im Januar 1985 hatte die Affäre um die Begrüßung des NS-Kriegsverbrechers Walter Reder durch Verteidigungsminister Friedhelm Frischenschlager (FPÖ) zum ersten Mal zu einer breiteren Auseinandersetzung mit der nationalsozialistischen Vergangenheit vieler Österreicher geführt und die Öffentlichkeit für dieses Thema sensibilisiert.
Am 3. März 1986 wies das ÖVP-Organ Neues Volksblatt die Angaben in Czernins erstem Artikel zu Waldheim als „Diffamierung“ seitens der SPÖ zurück. Am 4. März wies die Wiener Zeitung einen angeblichen Vorwurf Czernins zurück, Waldheim sei in kriegsrechtswidrige Aktivitäten verwickelt gewesen. Die österreichische Staatspolizei, CIA und KGB hätten ihn oft genug überprüft. Von Diffamierung hatten Vertreter der ÖVP und dieser nahestehende Zeitungen schon im frühen Wahlkampf gesprochen; ebenso wehrten sie und viele weitere österreichische Medien die späteren Veröffentlichungen zu Waldheims Kriegszeit ab. Zunächst stellten sie die SPÖ, später den WJC als Verursacher und Betreiber einer geplanten „Schmutzkübelkampagne“ dar. Dieser wurde oft mit „dem Ausland“, „der Ostküstenpresse“ oder „den Juden“ identifiziert. Solche Reaktionsmuster analysierten Historiker später als antisemitische Verschwörungstheorie im Dienst einer gezielten Gegenkampagne der ÖVP. Auf Waldheims erstes Abstreiten reagierte Sinowatz mit der ironischen Aussage: „Wir nehmen zur Kenntnis, dass er nicht bei der SA war, sondern nur sein Pferd bei der SA gewesen ist“.
Singers Drohung vom 24. März wurde in Österreich zurückgewiesen, wobei mitunter kein Unterschied zwischen dem WJC und „den Juden“ gemacht wurde. Offen wurde der Verdacht ausgesprochen, dahinter stecke eine jüdische Weltverschwörung, wobei dem WJC entsprechend der typischen antisemitischen Legendenbildung ein unrealistisch starker Einfluss unterstellt wurde. Andere Verteidiger Waldheims verwiesen auf die angebliche Herkunft der Kampagne an der „Ostküste“, ein antisemitischer Code für die angebliche Macht der Juden in den USA. In der Neue Kronen Zeitung verglich ein Kommentator den WJC mit Kannibalen, was als Anspielung auf die antisemitische Ritualmordlegende verstanden werden kann.
Auch Bruno Kreisky bezeichnete das Interview als „üble Einmischung“ und „ungeheuere Niedertracht“. Kreisky, der Österreich in seiner 13-jährigen Kanzlerschaft sehr geprägt hat, reagierte bereits während der Kreisky-Peter-Wiesenthal-Affäre vehement auf unliebsame Fragen von jüdischen Journalisten. In einem Interview mit dem israelischen Journalisten Zeev Barth sagte der damalige Kanzler 1975: „Wenn Sie mit mir ein Verhör machen wollen, dann streiche ich gleich alles. Die Juden nehmen sich so furchtbar viel mir gegenüber heraus, und das erlaube ich nicht.“
Simon Wiesenthal meinte, nicht die Enthüllungen des WJC zu Waldheims Vergangenheit, sondern Singers Bitburg-Vergleich löse Antisemitismus bei nach dem Krieg Geborenen aus.
Diese interne Kritik wurde etwa in Leitartikeln der Presse und Neuen Kronen Zeitung durch eine Opfer-Täter-Umkehr vereinnahmt.
Der Wahlkampf wurde zunehmend aggressiver. Ab 30. März, dem Osterfest, plakatierte die ÖVP in roter Schrift auf grellgelbem Hintergrund: „Wir Österreicher wählen, wen wir wollen!“ In den folgenden Wahlumfragen führte Waldheim mit 65 %. Schließlich lautete der ÖVP-Slogan: „Jetzt erst recht!“ Erhard Busek, Vizebürgermeister Wiens (ÖVP), ließ die Plakate dort nach wenigen Tagen entfernen. Ihre Hintergrundfarbe und Aussage, sich mit Waldheim gegen „ausländische Einmischung“ zu solidarisieren, kritisierten Historiker und politische Gegner als antisemitisches Motiv. Behauptete Analogien zum Judenstern wiesen andere als Diffamierung zurück.
Am 22. April erklärte der amtierende Bundespräsident Rudolf Kirchschläger in einer Fernsehansprache, als Staatsanwalt würde er aufgrund der bislang vorgelegten Dokumente keine Anklage gegen Waldheim erheben.
Als Ordonnanzoffizier habe dieser keine Maßnahmen gegen die Zivilbevölkerung anordnen können, müsse jedoch von Vorgängen in seinem Zuständigkeitsbereich gewusst haben.
Manche österreichische Juden kritisierten den WJC. Paul Grosz sprach ihm bei der Jahreskonferenz des Europäischen Jüdischen Kongresses im Mai 1986 das Recht ab, „uns zu belehren, wie wir den Antisemitismus bei uns zu Hause zu bekämpfen haben“. Am 10. Mai verurteilte die von ihm geleitete Israelitische Kultusgemeinde Wien in einem Inserat im Kurier die mediale Benutzung des Antisemitismus und das pauschale Urteil, Österreich sei antisemitisch.
Der israelische Politikwissenschaftler Shlomo Avineri kritisierte 1987, der WJC habe Anklagen schon vor Abschluss seiner Recherchen erhoben und diese unnötig konfrontativ, auf Medienwirkung zielend, formuliert. Dies habe die genaue Bedeutung der bekanntgemachten Tatsachen in der NS-Zeit verunklart. Der Salzburger Staatsrechtshistoriker Thomas Chaimowicz ergänzte, die Ankläger verstießen gegen biblische Verbote, Menschen nicht zu verurteilen, deren Schuld unbewiesen sei.
Im ersten Wahlgang am 4. Mai 1986 verfehlte Waldheim mit 49,6 % der gültigen Stimmen knapp die absolute Mehrheit.
Die Stichwahl vom 8. Juni 1986 gewann er mit 53,9 %. Am selben Tag traten Bundeskanzler Sinowatz und Außenminister Leopold Gratz (beide SPÖ) zurück. Die SPÖ stellte in der Folge ihre Angriffe auf Waldheim zunächst ein.
Der neue SPÖ-Bundeskanzler Franz Vranitzky setzte die Koalition mit der FPÖ zunächst fort. Am 13. September 1986 wählte ein FPÖ-Parteitag Jörg Haider zum neuen Parteivorsitzenden anstelle des als sozialliberal eingestuften Vizekanzlers Norbert Steger. Haider, der 1985 Steyrers Kandidatur unterstützt hatte, war 1986 umgeschwenkt und polemisierte gegen Angriffe auf Waldheim aus der SPÖ und den USA. Daraufhin kündigte Vranitzky die Koalition. Bei den Neuwahlen am 23. November 1986 verdoppelte die FPÖ unter Haider mit knapp 10 % ihre Wählerstimmen, auch weil sie viele der durch die Waldheim-Affäre mobilisierten Österreicher gewann. Daraufhin bildeten SPÖ und ÖVP bis zum 27. Jänner 1987 eine Große Koalition, die bis 1999 bestand.

### Die Watchlist-Entscheidung
Am 25. März 1986 hatte der WJC beim US-Justizministerium beantragt, Waldheim in dessen watch list für mutmaßliche Kriegsverbrecher aufzunehmen. Der Antrag wurde in Österreich am 7. April bekannt. Am 10. April hatte der US-Senat eine Untersuchung der Kriegsverbrechervorwürfe gegen Waldheim verlangt; das US-Repräsentantenhaus hatte bei Anhörungen Anhaltspunkte dafür gesammelt. Eine Intervention von Österreichs Botschafter Thomas Klestil blieb erfolglos. Das US-Außenministerium vertagte die Entscheidung bis nach der Bundespräsidentenwahl. Der WJC warf Klestil am 19. April vor, seine Botschaft wolle Dokumente über Waldheims Kriegszeit unterdrücken, und erneuerte Anfang August 1986 seinen Antrag.
Am 9. April 1987 legte das Office of Special Investigations (OSI) seinen Abschlussbericht zu Waldheims Kriegsvergangenheit vor. Danach war Waldheim im Sommer 1942 während Massenmorden im Raum Kozara in Banja Luka als Nachschuboffizier dem Quartiermeister Hermann Plume zugeteilt gewesen, der auch Gefangene deportieren und hinrichten ließ, und hatte 1944 Verhörsprotokolle von alliierten Kriegsgefangenen mit seinem Namenskürzel „W“ unterzeichnet. Daraufhin gab US-Justizminister Edwin Meese am 27. April Waldheims Aufnahme in die watchlist bekannt. Dies verbot den US-Behörden, ihm ein Einreisevisum als Privatperson auszustellen. Das Verbot verwehrte Waldheim USA-Besuche auch nach Ende seiner Amtszeit und bestand lebenslang.
Der Verwaltungsakt wirkte weithin als moralische Verurteilung und stieß in Österreich laut Umfragen auf breite Ablehnung.
Am 29. April bezeichnete Österreichs Außenminister Alois Mock das Einreiseverbot als „unfreundlichen Akt“ und forderte die Herausgabe aller Dokumente dazu vom US-Botschafter Ronald Lauder in Wien. Das OSI veröffentlichte seinen Bericht erst 1994, soll aber dem WJC die Akten dazu schon 1987 übergeben haben.
Eine Delegation von US-Juristen bekräftigte bei einem Besuch in Wien am 15. Mai 1987, dass für die Watchlist-Entscheidung juristisch ausreichende prima-facie-Verdachtsmomente vorlägen, da Waldheim einer Wehrmachteinheit, die Verfolgungen ausgeübt habe, angehört und der Öffentlichkeit Informationen dazu vorenthalten habe.
Bei einem USA-Besuch am 21. Mai 1987 versuchte Vranitzky vergeblich, bei US-Präsident Ronald Reagan die Rücknahme der Entscheidung zu erreichen. Am 31. Mai protestierte seine Regierung nochmals offiziell und erklärte die US-Entscheidung für völkerrechtswidrig, da Waldheim verfassungsgemäß gewählt worden sei und daher keinem quasi-gerichtlichen Verwaltungsakt fremder Staaten unterworfen werden dürfe.

### Außenpolitische Isolierung
Nach Waldheims Wahl berief Israel seinen Botschafter Michael Elizur aus Wien zurück. Ministerpräsident Jitzchak Schamir behauptete, Waldheim hätte verschiedenen Anschuldigungen zufolge „Verbrechen […] begangen“. Israels Regierung betrieb seine Botschaft in Österreich bis 1992 nur mit einem Interimsgeschäftsträger.
Bei Waldheims Inauguration am 8. Juli 1986 waren die Botschafter der Sowjetunion, der USA und Israels demonstrativ ferngeblieben. Als Bundespräsident wurde Waldheim von keinem westlichen Staat eingeladen und nur von wenigen Staatsoberhäuptern besucht. Die Schweiz wies den traditionellen Antrittsbesuch des österreichischen Staatsoberhaupts zurück. Weitere Staaten, darunter Finnland, Irland, die Niederlande und die Bundesrepublik Deutschland, gaben ihm auf Anfrage keine Besuchstermine.
Am 25. Juni 1987 empfing Papst Johannes Paul II. Waldheim auf seinen Wunsch zu einer Audienz. Dabei vermieden die meisten westlichen Botschafter beim Vatikan eine Begegnung; Waldheim blieb isoliert.
Das israelische Justizministerium hatte die Kriegsverbrechervorwürfe mit dem Ergebnis geprüft, dass sie strafrechtlich keine Anklage rechtfertigten. Dennoch verurteilte Israel Waldheims Papstbesuch am 18. und 21. Juni 1987 offiziell. Parlamentarier in der Knesset bezeichneten Waldheim im Vorfeld öfter als „Nazi“. Ministerpräsident Jitzchak Schamir erklärte, der Papst legitimiere Waldheims „Verbrechen, die er verschiedenen Anschuldigungen zufolge begangen hat“. Außenminister Ezer Weizmann verwies dagegen auf die Beiträge dieses Papstes zur Versöhnung von Christen und Juden. Israels diplomatische Beziehungen mit Österreich wurden erst nach Waldheims Amtszeit normalisiert, besonders nachdem Thomas Klestil sich am 8. Juli 1991 vor der Knesset zur historischen Mitverantwortung Österreichs für die NS-Verbrechen bekannt hatte.
Der deutsche Bundeskanzler Helmut Kohl, der sich im April 1986 im ORF für Waldheims Wahl eingesetzt hatte, traf ihn im August 1987 am Attersee als erster westlicher Regierungschef zu einem informellen Gespräch und behielt solche Ferienkontakte bis 1992 bei.
Arabische und islamische Staaten, darunter Iran, Syrien und Libyen, hatten Waldheims Wahl begrüßt und ihn zu Staatsbesuchen eingeladen.
Besonders in den USA und Israel stießen Besuche oder Einladungen Waldheims in der Nahostregion auf starke Proteste, so seine Besuche in Jordanien im Juli, in Ägypten im Dezember 1987, in Syrien, der Türkei und Kuwait im Oktober 1988 sowie im Irak 1990. Der Türkei sollen die USA wegen ihrer Einladung an Waldheim die Streichung von Hilfsgütern angedroht haben.
Manche osteuropäischen Staaten luden Waldheim zu Staatsbesuchen ein, so der ungarische Außenminister bei einem Wien-Besuch 1987. Die Sowjetunion hatte Waldheim im Wahlkampf verteidigt, lud ihn aber nicht ein. Ihre Nachrichtenagentur Tass kritisierte die Watchlist-Entscheidung als „unfreundlichen Akt“ „zionistischer Kreise“. Damit wurde die Affäre in den damaligen Ost-West-Konflikt verwickelt und eine objektive Prüfung der Vorwürfe zusätzlich erschwert.

### Verschiedene Angriffe und Übergriffe
Im Februar 1987 druckte die Jerusalem Post einen angeblichen Brief von Alois Mock ab, in dem dieser der britischen Premierministerin Margaret Thatcher mitteilte, man werde Waldheim den Rücktritt aus Gesundheitsgründen nahelegen, da sein Verbleib im Amt Österreich schade. Im April räumte die Redaktion ein, einer Fälschung aufgesessen zu sein, und bedauerte dies.
Am 5. Mai 1987 bezeichnete Edgar Bronfman Waldheim als „wesentlichen Teil der Nazi-Tötungsmaschinerie“. Wegen seiner offenkundigen „Untaten und Lügen“ sei es „fast ein Verbrechen gegen die Menschlichkeit“, zu viel mit ihm zu tun zu haben. Daraufhin zeigte Waldheim ihn am 7. Mai in Österreich wegen übler Nachrede an. Das eingeleitete Strafverfahren gegen Bronfman ließ er jedoch am 2. Juli 1988 einstellen.
Bei einer Demonstration auf dem Petersplatz gegen Waldheims Papstbesuch in Rom rief der New Yorker Rabbiner Avi Weiss, an Waldheims Händen klebe Blut.
Am 27. Juni 1987 beschloss die Wiener SPÖ auf Initiative des früheren Widerstandskämpfers Josef Hindels, Waldheims Rücktritt zu fordern. In der vorausgehenden Debatte hatte Hindels Waldheim mit Bezug auf seine biografischen Auslassungen als „hinterhältigen Lügner“ bezeichnet. Daraufhin verglich ÖVP-Generalsekretär Michael Graff Hindels mit dem NS-Richter Roland Freisler.
Der Linzer Vizebürgermeister Carl Hödl schrieb im Juli 1987 einen Brief an Edgar Bronfman. Darin verglich er dessen Aussagen über Waldheim mit Aussagen „Ihrer Glaubensgenossen vor 2000 Jahren, die in einem Schauprozeß Jesus Christus zum Tode verurteilen ließen, weil er in das Konzept der Herren von Jerusalem nicht paßte“.
Damit griff er den antisemitischen Topos des Gottesmordes auf. Von diesem Vergleich distanzierten sich die Bundes-ÖVP und der ganze Linzer Gemeinderat.
Graff hatte WJC-Vertreter im Wahlkampf 1986 als „ehrlose Gesellen“ bezeichnet. 1987 warf er ihnen vor, „die berechtigte Empörung über den Holocaust […] in den Dienst ihrer eigenen Publizität zu stellen“ und damit noch vorhandene antisemitische Reflexe auszulösen. Er betonte jedoch, er selbst und die ÖVP hätten immer „konkrete Gegenwehr gegen konkrete Verleumdungen“ beabsichtigt.
Am 19. Juni 1987 wandte er sich gegen die pauschalisierende Schlagzeile „Juden fallen wegen Einladung Waldheims über den Papst her“ der ÖVP-Zeitung Neues Volksblatt. In einem darauf folgenden Briefwechsel mit Paul Grosz verurteilte er „Feindseligkeiten und Gehässigkeiten“ gegenüber österreichischen Juden und bat die Kultusgemeinde, sich bei „ihren Glaubensgenossen in aller Welt“ für eine Mäßigung der Angriffe auf Waldheim einzusetzen. Gegenüber der französischen Zeitung L’Express sagte er dann: „Solange nicht erwiesen ist, dass er [Waldheim] eigenhändig sechs Juden erwürgt hat, gibt es kein Problem.“ Nach heftiger Kritik an dem Satz trat er am 18. November 1987 als Generalsekretär zurück.
Während der Affäre erlebten österreichische Juden vermehrt körperliche Angriffe, Drohungen und Beleidigungen, so dass manche das Land verließen. Auch Teilnehmer an einer Mahnwache „gegen das Vergessen“ vor dem Wiener Stephansdom, die täglich vom 8. Juni bis 8. Juli 1987 stattfand und von vielen prominenten Künstlern und Intellektuellen unterstützt wurde, waren Angriffen ausgesetzt. Ob sich antisemitische Einstellungen in der Gesamtbevölkerung verstärkt hätten, beurteilten damalige Publikationen (auch jüdische) aber verschieden.

### Entlastungsversuche
Waldheim stimmte kurz nach seiner Wahl einem Vorschlag Simon Wiesenthals vom Juni 1986 zu, seine Vergangenheit durch Militärhistoriker prüfen zu lassen. Sein Pressesprecher lehnte es aber am 12. April 1987 ab, „über einen gewählten Bundespräsidenten ein Tribunal einzusetzen.“
Am 5. Mai beauftragte Österreichs Regierung den Völkerrechtler Felix Ermacora, Staatsarchivsleiter Kurt Peball und Militärhistoriker Manfried Rauchensteiner damit, in Belgrad Material zu Waldheims Tätigkeiten auf dem Balkan seit 1942 zu sichten. Die Beauftragten durchsuchten dortige Militärarchive vom 12. bis 14. Mai mit dem Ergebnis, ein „eingehendes Studium der Dokumente“ lasse keine schuldhafte Beteiligung Waldheims an Kriegsverbrechen erkennen.
Dies wurde weithin als unglaubwürdiger Entlastungsversuch bewertet.
Auf Waldheims Wunsch hin setzte die Regierung am 14. Mai eine internationale und bezahlte Historikerkommission ein, die die Vorwürfe ohne gesetzte Frist prüfen sollte.
Am 11. Juni nominierte Außenminister Alois Mock Waldheims Vorgänger Karl Gruber, Botschafter Hans Reichmann und den Verleger Fritz Molden als Sonderbotschafter. Diese versuchten weitgehend erfolglos, das durch Waldheims Wahl angeschlagene Image Österreichs im Ausland zu verbessern. Reichmann erklärte, Waldheim sei ein „Opfer“ der Nahostpolitik Kreiskys, seiner UN-Politik sowie des US-Präsidentschaftswahlkampfs geworden.
Waldheim beauftragte seinerseits seine engsten Vertrauten, darunter seinen Sohn und Karl Gruber, mit der Sammlung entlastender Dokumente. Am 27. November 1987 gaben diese ein „Weißbuch“ heraus, das im Wesentlichen schon bekannte Funde und Aussagen Waldheims dazu auflistete, mit denen das Außenministerium Waldheim seit Monaten im Ausland verteidigt hatte.

### Fälschung
Am 22. Jänner 1988 behauptete der jugoslawische Militärhistoriker Dušan Plenča, ein früherer antinazistischer Partisan, er habe ein Telegramm gefunden, das Waldheims Beteiligung an damaliger deutsch-kroatischer Partisanen- und Judenverfolgung in der Region Kozara beweise. Er überließ eine Kopie davon dem Spiegel, der diese am 1. Februar veröffentlichte. Danach meldete ein kroatischer Oberst seinem Vorgesetzten am 22. Juli 1942, „Leutnant Waldheim“ habe die sofortige Deportation von 4224 Gefangenen, darunter hauptsächlich Frauen und Kinder, aus Kozara in zwei Durchgangslager verlangt.
Die Veröffentlichung löste in Jugoslawien heftigen Streit aus. Das Originaldokument blieb unauffindbar. Plenča erklärte am 11. Februar, er habe nur eine Kopie von Kriegskameraden erhalten. Vermutet wurde, die jugoslawische Regierung habe das Original aus Kriegsarchiven verschwinden lassen oder ehemalige Partisanen hätten eine Fälschung lanciert, um eine erwartete Entlastung Waldheims durch den bevorstehenden Historikerbericht zu torpedieren.
Der deutsche Schrifttypen-Experte Bernhard Haas und eine jugoslawische Kommission kamen unabhängig voneinander bis zum 15. Februar zu dem Ergebnis, das kopierte Dokument sei frühestens 1949 auf einer tschechischen Schreibmaschine getippt worden und daher höchstwahrscheinlich gefälscht. Am 17. Oktober 1988 bedauerte der Spiegel, dass er das Dokument abgedruckt und Waldheim als „Mittäter bei Kriegsverbrechen“ bezeichnet hatte.

### Neuer Dokumentenfund
Am 5. Februar 1988 machte Robert Herzstein einen Bericht bekannt, den Waldheim am 25. Mai 1944 in Arsakli für seine Vorgesetzten verfasst und unterzeichnet hatte. Danach hätten die Vergeltungsmaßnahmen für Sabotage und Hinterhalte trotz ihrer Schwere kaum Erfolg gehabt. Da sie nur vorübergehend wären, seien die bestraften Dörfer und Regionen bald erneut an die „Banden“ (Partisanen) gefallen. Ohne genaue Prüfung der objektiven Situation verursachten sie nur Verbitterung, die den Banden nütze.
Herzstein sah Waldheims Wissen von damaligen Massakern seiner Heeresgruppe und seine Helferrolle damit als erwiesen an. Er habe sich hier, vermutlich wegen der absehbaren Niederlage der Wehrmacht, ungewöhnlich offen aus praktischen, nicht aber moralischen Gründen davon distanziert.
Zugleich bestätigte Herzstein frühere Medienberichte, dass die jugoslawische Anklage gegen Waldheim von 1947, auf die sich der WJC gestützt hatte, gefälscht worden war, um ihn als damaligen Delegierten Österreichs in alliierten Grenzverhandlungen zu diskreditieren. Die Jugoslawen hätten nichts von Waldheims Teilnahme am Kozara-Feldzug gewusst und ihre Anklage 1948 gegen ihn nach Titos Bruch mit der Sowjetunion fallengelassen. Sein Name sei jedoch unbemerkt in der UNWCC-Liste erhalten geblieben. Dies führte Herzstein in seinem kurz darauf veröffentlichten Buch Waldheim: The Missing Years aus.

### Historikerbericht
Die von der österreichischen Regierung eingesetzte Historikerkommission bestand aus Jean Vanwelkenhuyzen (Belgien), Manfred Messerschmidt (Bundesrepublik Deutschland), Gerald Fleming (Großbritannien), Jehuda Wallach (Israel), Hagen Fleischer (Griechenland), Hans-Rudolf Kurz (Schweiz) und James Lawton Collins junior (USA). Sie tagte erstmals am 1. September 1987, am 8. Februar 1988 wurde der Bericht der Internationalen Historikerkommission an Bundeskanzler Vranitzky übergeben und in der Folge auch öffentlich gemacht. Entgegen ursprünglichen Plänen kam es zu keiner Publikation. Die Printveröffentlichung erfolgte erst einige Jahre später in englischer Übersetzung.
Die Internationale Historikerkommission fand keine Beweise, dass Waldheim persönlich Kriegsverbrechen begangen hatte, aber Belege, dass er in seinen verschiedenen Funktionen von diesen gewusst hatte. Belege für Proteste oder Verhinderungsversuche fand sie keine, wohl aber Hinweise, dass seine Berichte über Feindtätigkeiten die Ausführung mancher Massaker erleichtert hatten. Damit war auch erwiesen, dass Waldheims biografische Angaben teils falsch, teils lückenhaft und seine Ausführungen dazu im Verlauf der Affäre wahrheitswidrig gewesen waren. Zu seiner möglichen „Mitschuld am Kriegsunrecht“ fasste der Kommissionsbericht zusammen:

„Auch wenn er als Subalternoffizier in Stabsstellungen keine Exekutionsbefugnisse hatte, war er dank seiner Bildung und seinem Wissen sowie infolge der Einblicke, die er als Dolmetscher in die entscheidenden Führungsvorgänge erhielt, besonders aber aus seiner Tätigkeit im zentralen Nachrichtendienst seiner Heeresgruppe und seiner örtlichen Nähe zu den Geschehnissen, hervorragend über das Kriegsgeschehen orientiert. […] Auch wenn sein persönlicher Einfluss auf den Entscheidungsprozeß der obersten Führung (im Südosten) einerseits von seinen Widersachern etwas überbewertet worden ist und andererseits von seinen Verteidigern allzu sehr herabgemindert wurde, war Waldheim doch häufig in diesen Besprechungen zugegen, wirkte an diesen mit und war folglich einer der besonders gut orientierten Stabsangehörigen. Dabei waren seine allgemeinen Einblicke umfassend: sie bezogen sich nicht nur auf die taktischen, strategischen und administrativen Anordnungen, sondern schlossen in einigen Fällen auch die Handlungen und Maßnahmen ein, die im Widerspruch zum Kriegsrecht und den Grundsätzen der Menschlichkeit standen.

Die Kommission hat von keinem Fall Kenntnis erhalten, in welchem Waldheim gegen die Anordnung eines von ihm zweifellos erkannten Unrechts Einspruch erhoben, Protest geführt oder irgendwelche Gegenmaßnahmen getroffen hat, um die Verwirklichung des Unrechts zu verhindern oder zumindest zu erschweren. Er hat im Gegenteil wiederholt im Zusammenhang rechtswidriger Vorgänge mitgewirkt und damit ihren Vollzug erleichtert. […] Waldheims Darstellung seiner militärischen Vergangenheit steht in vielen Punkten nicht im Einklang mit den Ergebnissen der Kommissionsarbeit. Er war bemüht, seine militärische Vergangenheit in Vergessenheit geraten zu lassen, und sobald das nicht mehr möglich war, zu verharmlosen. Dieses Vergessen ist nach Auffassung der Kommission so grundsätzlich, dass sie keine klärenden Hinweise für ihre Arbeit von Waldheim erhalten konnte.“

Abschnitt sechs befasst sich mit den Möglichkeiten, rechtswidrige Befehle nicht auszuführen oder zu umgehen:

„Waldheim ist zugute zu halten, daß ihm für einen Widerstand gegen das Unrecht nur äußerst bescheidene Möglichkeiten offenstanden. […] Für einen jungen Stabsangehörigen, der auf Heeresgruppenebene keine eigene Befehlsgewalt besaß, waren die praktischen Möglichkeiten des Gegenhandelns sehr gering und hätten mit aller Wahrscheinlichkeit kaum zu einem greifbaren Ergebnis geführt. Sie hätten sich wohl auf einen formellen Protest oder auf die praktische Ablehnung seiner Mitarbeit beschränken müssen, was zwar als mutige Tat erschienen wäre, aber kaum zu einem praktischen Erfolg geführt hätte. Ein derartiges Handeln von Waldheim ist nicht bekannt geworden.“

### Reaktionen auf den Historikerbericht
Nach internen Aussagen soll Waldheim die Annahme des Berichts zunächst verweigert, von der Regierung dessen Ablehnung verlangt und ihr andernfalls mit Entlassung gedroht haben. Nach außen bezeichnete er den Bericht noch vor dessen Veröffentlichung als „umfassende Entlastung“, die seine Nichtverwicklung in Kriegsverbrechen bestätige. Dem widersprachen Historiker der Kommission: Sein Mitwissen sei sehr deutlich dokumentiert. Jehuda Wallach betonte, dass der Bericht nirgends ein persönlich schuldhaftes Verhalten Waldheims ausdrücklich ausschließe und das Material für eine gerichtliche Untersuchung ausreichen würde.
Simon Wiesenthal sah den Bericht am 8. Februar 1988 als Chance für Waldheim, ohne Gesichtsverlust zurückzutreten. Dem widersprach der Publizist Otto Schulmeister: Ein Rücktritt würde Österreichs Demokratie dauerhaft spalten. Karl Gruber bezeichnete die Kommissionsmitglieder am 13. Februar öffentlich als „Gegner“ Waldheims; darunter sei ein „Sozialist“ und die übrigen seien von „jüdischer Abstammung“. Daraufhin entschuldigte sich Vranitzky bei den Historikern. Gruber hielt seine Darstellung trotz heftiger Kritik aufrecht.
In einer Fernsehansprache am 15. Februar 1988 widersprach Waldheim seiner vorherigen Einschätzung, indem er erklärte, der Bericht entspreche „in Teilen nicht der Wahrheit“. Er sehe keinerlei Anlass zum Rücktritt und habe ein „reines Gewissen“. Man müsse dafür sorgen, dass jene „Minorität“, die „diese Polemik weiter vorantreibe(n)“, „einmal eine Ruhe gibt.“ Daraufhin forderte die gesamte SPÖ am 22. Februar seinen Rücktritt, da er die selbstgesteckten Ziele als Präsident offenkundig nicht erfüllen könne. Zugleich bot die SPÖ der ÖVP an, einen gemeinsamen neuen Präsidentschaftskandidaten vorzuschlagen. Dies lehnte der ÖVP-Vorstand jedoch ab. Auch Herbert Krejci (ÖVP), Vertreter der Vereinigung der Österreichischen Industrie, forderte den Rücktritt; ein Salzburger Bürgermeister der ÖVP legte seine Ämter wegen Waldheims Festhalten am Amt nieder.
Ökonomen wie Hans Seidel warnten, das durch Waldheim beschädigte Ansehen Österreichs erschwere das Anwerben ausländischer Wissenschaftler und gefährde den EU-Beitritt.
Der österreichische Historiker Joseph H. Kaiser kritisierte im März 1988, die Kommission habe ihren Auftrag überschritten: Sie habe ursprünglich das Vorliegen eines persönlich schuldhaften Verhaltens prüfen sollen, dann aber Mitwissen geprüft und es nicht von Mitschuld unterschieden.
Jedoch ließ er außer Acht, dass die Kommission Waldheims „konsultative Unterstützung“ einiger Kriegsverbrechen festgestellt hatte, von denen er wusste.
Am 7. März 1988 gab Waldheim erstmals öffentlich zu, dass er von Verhören alliierter Kriegsgefangener in seiner Heeresgruppe und ihrer späteren Exekution nach Hitlers verbrecherischem Kommandobefehl vom 18. November 1942 gewusst hatte. Der Historikerbericht habe ihn jedoch vom Verdacht entlastet, persönlich am Tod vermisster Gefangener beteiligt gewesen zu sein. Man könne aus seinem damaligen Mitwissen keine Schuld konstruieren.

### Fernsehtribunal
Seit Juli 1987 produzierten zwei britische und ein US-amerikanischer TV-Sender ohne offiziellen Auftrag und mit hohem Recherche-Aufwand ein Fernsehtribunal zu Waldheims Kriegsvergangenheit. 25 Historiker durchsuchten dazu 19 Archive und befragten 36 Überlebende deutscher Massaker und Deportationen im Balkanfeldzug sowie ehemalige Kameraden Waldheims aus der Abteilung Ic/AO in seiner Heeresgruppe E zu den Vorwürfen gegen ihn. Waldheim lehnte die Einladung mitzuwirken ab und erklärte: „Und wenn sie hundert Jahre lang suchen, sie werden nichts finden.“
Im April 1988 befragte eine Kommission von fünf Juristen, je einem aus den USA, Großbritannien, Kanada, Schweden und der Bundesrepublik Deutschland, die angereisten Zeugen in London neun Tage lang. Telford Taylor, ein an den Nürnberger Prozessen beteiligter Jurist, beriet die Kommission; die Rolle des Anklägers übernahm Allan Ryan, der NS-Kriegsverbrecher in den USA verfolgt hatte, die des Verteidigers Peter Rawlinson, ein konservativer britischer Generalstaatsanwalt. Die im Vorfeld stark umstrittene Kommission kam in einer dreieinhalb Stunden dauernden Abschlussberatung zu dem Ergebnis, es gebe nicht genug Beweise dafür, dass Waldheim sich für zwischen 1942 und 1944 begangene Verstöße gegen internationales Kriegsrecht rechtfertigen müsse. Eine Zusammenfassung des Fernsehtribunals Waldheim: A Commission of Inquiry wurde im Juni 1988 ausgestrahlt. Deutsche und österreichische Sender lehnten den Ankauf der Produktion ab, berichteten aber ausführlich über das Ergebnis und deuteten es als endgültigen „Freispruch“.

### Anschluss-Gedenktag
Vor dem Staatsakt zum 12. März 1988, dem 50. Jahrestag des „Anschlusses“ Österreichs an das Deutsche Reich der NS-Zeit, stritten österreichische Politiker, ob, wo und wie Waldheim dabei reden solle. Die vorgesehene gemeinsame Gedenksitzung von Nationalrat und Bundesrat wurde abgesagt, nachdem viele Parlamentarier erklärten, sie würden ihr wegen Waldheims dort geplanter Rede fernbleiben. Erhard Busek (ÖVP) verlangte, den international beachteten Staatsakt wegen der Belastung durch die Affäre ganz abzusagen.
Waldheim durfte nicht beim Staatsakt, aber am Vorabend im Fernsehen reden. Er beschrieb zuerst die Trauer seiner Familie über den „Untergang der österreichischen Heimat“ am 12. März 1938, dann die begeisterte Zustimmung hunderttausender Österreicher für Hitler, und folgerte, „daß man bereits den ersten Anfängen der Verhetzung und Intoleranz wehren muß.“ Dann erinnerte er:

„Der Holocaust ist eine der größten Tragödien der Weltgeschichte. Millionen jüdischer Menschen wurden in den KZs vernichtet. Diese Verbrechen sind durch nichts zu erklären und durch nichts zu entschuldigen. Ich verneige mich in tiefem Respekt vor diesen Opfern, die uns stets Mahnung und Auftrag sein müssen. […] Selbstverständlich gibt es keine Kollektivschuld, trotzdem möchte ich mich als Staatsoberhaupt der Republik Österreich für jene Verbrechen entschuldigen, die von Österreichern im Zeichen des Nationalsozialismus begangen wurden.“

Österreich als Staat sei aber unbestreitbar „das erste Opfer Hitlers“ gewesen, habe sich jahrelang „dem politischen und wirtschaftlichen Druck des Dritten Reiches widersetzt“ und dabei keine ausländische Hilfe erhalten.
Internationale Presseberichte begrüßten Waldheims Entschuldigung, hoben aber sein Schweigen zu seiner eigenen kontroversen Kriegsvergangenheit und seinen Widerstand gegen Rücktrittsforderungen hervor.

### Weitere Untersuchungen und Zeugnisse
Am 7. April 1944 waren sechs britische Kommandos auf der Insel Alimia gelandet, von Deutschen gefangen, Waldheims Einheit überstellt worden und dann spurlos verschwunden. Auf Druck des britischen Parlaments ließ Margaret Thatcher eine 1986 durchgeführte Untersuchung zu Waldheims möglicher Verwicklung in den Vorfall im Februar 1988 mit mehr Personal wieder aufnehmen. Daran beteiligte sich auch ein früherer UN-Mitarbeiter Waldheims, nachdem er erfahren hatte, dass Waldheim genaue Berichte von Verhören alliierter Gefangener und ihrer Übergabe an den SD unterzeichnet hatte.
Am 4. März 1988 bezeugte ein ehemaliger Führer eines alliierten Kommandos die geheime Exekution eines australischen Kriegsgefangenen 1944 in Saloniki, als Waldheim dort stationiert war. Im September 1988 schrieb Christopher Montague Woodhouse, von 1943 bis 1945 britischer Koordinator griechischer Widerstandsgruppen, in der Zeitschrift Encounter: Waldheim habe 1944 die Ermordung des australischen Widerständlers Bunny Warren mit verschuldet, indem er seinen Namen und eine „Sabotageaktion“ in einem Verhörsbericht genannt und so seine Auslieferung an den SD zur „Sonderbehandlung“ verursacht habe. Darum lehnte Woodhouse die Ergebnisse des Fernsehtribunals und später auch der britischen Untersuchungskommission ab. Diese berichtete abschließend 1989, dass Waldheim keine persönliche Verwicklung in Gefangennahme, Verhöre und Ermordung britischer Kriegsgefangener nachzuweisen sei.
Im Widerspruch dazu bekräftigte das OSI in seiner seit 1987 erweiterten, 1994 veröffentlichten Akte: Waldheim habe beim Transfer von Zivilisten zur Zwangsarbeit an die SS, bei Deportationen von Zivilisten in Konzentrations- und Vernichtungslager, von Juden aus Banja Luka und griechischen Inseln, bei antisemitischer Propaganda, Misshandlung und Hinrichtung alliierter Gefangener sowie Geiselermordungen seiner Heereseinheit mitgewirkt (assisted). Der Bericht setzte sich ausführlich mit Waldheims Memoranden, dem Weißbuch seiner Unterstützer und seinen öffentlichen Aussagen seit 1986 auseinander und beschrieb zahlreiche „Fehler“ und „Irreführungen“ darin. Die vier Verfasser betonten, sie würden nicht zögern, sich in einem Strafverfahren auf das gefundene Beweismaterial zu verlassen.
1998 stellte Hans Wende, ein Untergebener Waldheims in der Abteilung 03 des Ic/AO von Oktober 1943 bis September 1944 und wichtiger Zeuge des Fernsehtribunals, dem Historiker Hermann Frank Meyer 15 „Feindlageberichte“ zur Verfügung, die Wende in enger Abstimmung mit der Geheimen Feldpolizei erstellt und Waldheim unterzeichnet hatte. Wende bekräftigte in Interviews mit Meyer: Zwar habe Waldheim keine Befehlsgewalt gehabt und ausgeübt, aber zweifellos wie alle übrigen Angehörigen der Abteilung genau über die befohlenen „Sühnemaßnahmen“ Bescheid gewusst:

„Jedermann in Arsakli kannte die Befehle. Natürlich auch Waldheim. Wenn Waldheim das leugnet, dann sagt er nicht die Wahrheit.“

## Folgen

### Politik
Die Politikwissenschaftlerin Melanie A. Sully deutet die Waldheim-Affäre als verstärktes Aufbrechen gesellschaftlicher Gegensätze in Österreich, nachdem die Kanzlerschaft Bruno Kreiskys eher auf innenpolitischen Konsens ausgerichtet gewesen sei. Kartelle von Wirtschaftsverbänden und Parteien hätten das politische System Österreichs kontrolliert, so dass dieses sich damals unfähig gezeigt habe, den Konflikt zu lösen, und Kritik entmutigt habe.
Die Affäre hatte ihrerseits erhebliche politische Auswirkungen. Während Bundeskanzler Vranitzky Österreichs Image im Ausland zu verbessern versuchte und damit die Rolle des Staatsoberhaupts übernahm, die Waldheim wegen seiner Isolation versagt blieb, war die SPÖ seit der Rücktrittsforderung des Wiener Parteibezirks gespalten. Die ÖVP war zwischen ihrer Solidarisierung mit Waldheim und ihrer traditionell USA-freundlichen Haltung zerrissen. Auch untereinander überwanden SPÖ und ÖVP ihre Differenzen im Umgang mit der Affäre nicht. Gegenüber ihrer großen Koalition etablierte sich das nationalistische und nationalliberale „Dritte Lager“ als dauerhafte Kraft, die beide Volksparteien fortan bei Regierungsbildungen berücksichtigen mussten.
Nach dem Abflauen der Affäre 1988 polarisierte Waldheim das Land weiterhin, so dass er keine überparteiliche Autorität werden und keine innenpolitischen Akzente setzen konnte. Seine Gegner nahmen ihm später geäußerte Selbstkritik und Einsicht nicht ab. Dies drückte auch die ironisch-ehrerbietige Abkürzung UHBP („Unser Herr Bundespräsident“) aus. Sein Einflussverlust bewirkte, dass das Bundespräsidentenamt als solches in Frage gestellt wurde. Nach einer Gallup-Umfrage von 1991 gaben 30 % der befragten Österreicher Waldheim die Schuld an der Affäre, 29 % den US-Medien, 23 % der SPÖ, 19 % „den Juden“ und 18 % den österreichischen Zeitungen.
Außenpolitisch beantragte Österreich 1989 die Aufnahme in die Europäische Union, die auch in der ÖVP durch Waldheims Festhalten am Amt gefährdet erschienen war. Österreichs internationales Image als einer „Insel der Seligen“ war nicht mehr fortsetzbar: Europäer, die die Affäre aufmerksam verfolgten, betrachteten Österreich etwa laut Tony Judt nun als „hässliche, kleine, an Amnesie leidende Alpenfestung, voll von unverbesserlichen fremdenfeindlichen Neonazis“. Dagegen veränderte die jahrelange Berichterstattung über Waldheim das Österreichbild der US-Bürger kaum, wie eine repräsentative Umfrage 1992 ergab.

### Verhältnis Österreichs zur NS-Zeit
Die Waldheim-Affäre markiert einen Wendepunkt im Verhältnis Österreichs zur NS-Zeit: Der „Opfermythos“, der mit Berufung auf die Alliierten in der Unabhängigkeitserklärung 1945 und im Staatsvertrag 1955 als Gründungskonsens verankert worden war, ließ sich nicht mehr fortsetzen. Er hatte den Blick auf die Mittäterschaft vieler Österreicher an NS-Verbrechen und die Mitverantwortung Österreichs für deren Folgen weithin verstellt. Zwar wurde eine mangelhafte Entnazifizierung innenpolitisch auch vorher schon diskutiert: etwa seit 1960 beim Universitätsprofessor Taras Borodajkewycz, seit 1970 bei früheren NSDAP-Mitgliedern in der SPÖ (siehe Kreisky-Peter-Wiesenthal-Affäre) oder 1980 beim Abschneiden der rechtsextremen NDP bei damaligen Wahlen. Dies fand aber noch kaum internationale Beachtung. Auch die Affäre um die Begrüßung des NS-Kriegsverbrechers Walter Reder durch Verteidigungsminister Frischenschlager (FPÖ), die auch internationale Kritik ausgelöst hatte, gehört in diesen Zusammenhang. Dieses tiefere Problem kulminierte ab 1986 in der Waldheim-Affäre, die die Handlungen eines untergeordneten Kriegsbeteiligten „verzerrt“ ins Zentrum der Aufmerksamkeit gerückt habe.
Der liberale Journalist Hans Rauscher bezeichnete die Diskussion als „eine grotesk überzogene Dämonisierung eines Mannes, der auf unglücklichste Weise, aber nicht ohne eigene Schuld, zum ‚Symbol‘ geworden sei“. Waldheim, so der Historiker Michael Gehler, repräsentiere eine „Generation von anpassungsbereiten Mitläufern“, die ihre NS-Zeit nach 1945 verdrängt und den Wiederaufbau geleistet habe. Dieser typische Opportunismus hatte laut Anton Pelinka vielen eine positive Identifikation ermöglicht. Nach Ansicht Gehlers hätten die SPÖ und besonders Sinowatz Waldheims NS-Vergangenheit „zu politischer Vorteilsverschaffung“ skandalisiert und missbraucht.
Dietrich Seybold hob hervor, der „durchschnittliche Österreicher“ der Kriegsgeneration habe einerseits jede Mitverantwortung für NS-Verbrechen abgewehrt und solange wie möglich seine Unkenntnis davon behauptet, andererseits betont, er habe im NS-Staat nur seine „Pflicht erfüllt“. Da sich 1961 auch der Holocaustorganisator Adolf Eichmann im Eichmann-Prozess mit diesen Worten gerechtfertigt hatte, wurde der Widerspruch zur Opferthese unübersehbar:

„Denn wie konnte […] die erzwungene Kriegsteilnahme an der Seite einer Besatzungsmacht als 'Pflichterfüllung' aufgefasst werden?“

Dies führte zu einem stark polarisierten innenpolitischen Kampf um das österreichische Geschichtsbild, der eine intensivere Erforschung der NS-Zeit Österreichs auslöste und das Selbstverständnis des Staates und seiner Bürger allmählich veränderte.
Schon bald nach der Präsidentschaftswahl versuchte die österreichische Regierung, das Verhältnis zu Emigranten durch die Einrichtung jüdischer Museen und Denkmale wie für Sigmund Freud zu verbessern. Kurt Waldheim besuchte das KZ Mauthausen, und 1988 sollten sowjetische Juden eingebürgert werden. Positive Beiträge Österreichs zu Kultur und Menschenrechten wurden stärker herausgestellt.
Der jüdisch-christliche Dialog wurde intensiviert. Nach einem Treffen von Vertretern von Juden und Katholiken Österreichs erklärte Kardinal Franz König 1986 die Mitverantwortung der katholischen Kirche am Nationalsozialismus. Mit dem offiziellen Bekenntnis von Bundespräsident und Kanzler zur Mittäterschaft vieler Österreicher begann ein Prozess der Entschädigung von überlebenden NS-Opfern und ihren Angehörigen. Auch die in Österreich wie in Deutschland herrschende Legende der „sauberen Wehrmacht“, die viele Waldheim-Anhänger öffentlich vertraten, wurde seitdem stärker in Frage gestellt.
Michael Gehler sieht dagegen eher problematische Folgen der Waldheim-Affäre für den österreichischen Umgang mit der NS-Vergangenheit. Anders als der deutsche Bundespräsident Richard von Weizsäcker, der mit seiner Rede zum 40. Jahrestag der Beendigung des Krieges integrierend gewirkt habe, habe Waldheim die Öffentlichkeit seines Landes polarisiert.
Der anfänglich wahrnehmbare volkspädagogische Effekt der Debatte sei im Ansatz stecken geblieben, die undifferenzierten Angriffe auf Waldheim hätten die Position derer, die am Opfermythos festhielten, verhärtet. In diesem Zusammenhang zitiert er Simon Wiesenthal, der beklagte, die Affäre habe „jahrelange Erziehungsarbeit zunichte gemacht“.

### Kunst
Die Waldheim-Affäre inspirierte manche Künstler zu Werken und Stellungnahmen und beeinflusste den Umgang mit kritischer Kunst in Österreich.
Der Bildhauer Alfred Hrdlicka schuf im Frühjahr 1986 ein vier Meter hohes Holzpferd mit hohlem Bauch nach Art des trojanischen Pferdes, das eine SA-Kappe und ein Hakenkreuz trug und vom Schriftsteller Peter Turrini beschriftet war. Es sollte als „Denkmal gegen den Gedächtnisschwund“ an Waldheims geleugnete Zugehörigkeit zur Reiter-SA erinnern und eine verbreitete österreichische Verdrängung der NS-Zeit symbolisieren. Dieses Kunstwerk stellten Demonstranten der Gruppe „Republikanischer Club – Neues Österreich“ zur Inauguration Waldheims auf dem Wiener Stephansplatz auf, nach dessen Vatikanbesuch im Juli 1987 auf der Piazza Navona in Rom und bei weiteren Besuchsorten Waldheims. Das von Hrdlicka 1988 entworfene „Mahnmal gegen Krieg und Faschismus“ wurde nach heftigen Protesten erst 1991 auf dem Wiener Albertinaplatz aufgestellt.
Die Österreichische Literatur setzte sich seit der Affäre verstärkt mit der NS-Zeit, besonders aus Sicht der Opfer, auseinander. Viele Dichter veröffentlichten Proteste gegen Waldheim, die in Österreich kaum beachtet wurden. Josef Haslingers Essay über die Politik der Gefühle (1986) gilt als „Geburtsstunde einer neuen selbstkritischen … Österreich-Essayistik“, die nicht mehr Waldheims Vergessen, sondern das kollektive Gedächtnis der NS-Zeit behandelte und damit weit über die Landesgrenzen hinaus beachtet wurde. 1986 kritisierte Elfriede Jelinek in ihrer Dankesrede zum Heinrich-Böll-Preis den Umgang der Österreicher mit der NS-Zeit. 1987 dichtete sie das satirische Dramolett Präsident Abendwind, um Forderungen nach Waldheims Rücktritt zu unterstützen.
Der schwedische Kabarettsketch Der Preis, der einen Waldheim-Darsteller mit dem Preis „Amnesia International“ auszeichnete, erhielt im Mai 1987 die Goldene Rose von Montreux. Der ORF sendete den Sketch in seinem Bericht über die Preisvergabe nicht.
Der Kabarettist Ottfried Fischer imitierte den bayerischen Ministerpräsidenten Franz Josef Strauß bei einem Telefonat mit Waldheim und lud diesen zum Oktoberfest 1987 nach München ein.
George Taboris kulturkritische Inszenierung von Franz Schmidts Oratorium „Das Buch mit sieben Siegeln“ setzten die Salzburger Festspiele 1987 nach politischem Druck ab. Kritiker sprachen von Zensur. Waldheim sprach zur Eröffnung der Festspiele vom „zerstörenden Masochismus“, von dem sich österreichische Kultur abwenden solle. Der „österreichische Nationalcharakter“ könne angesichts vieler Gräber und Gedenktage für Opfer – welche, ließ er offen – nicht vom leichtfertigen Verdrängen und bequemen Vergessen geprägt sein.
Zum 50-jährigen Gedenken des „Anschlusses“ Österreichs hatte Thomas Bernhard das Drama „Heldenplatz“ verfasst, das Claus Peymann am 4. Oktober 1988 im Wiener Burgtheater aufführte. Die Handlung thematisiert die verdrängte, aber lebendige NS-Vergangenheit vieler Österreicher am Beispiel einer nach Wien zurückgekehrten Familie jüdischer Holocaust-Überlebender, die dort 50 Jahre später erneut verfolgt wird. Mit einer Kampagne versuchten Medien wie die Kronen Zeitung die Uraufführung zu verhindern. Ohne es zu kennen, bezeichnete Waldheim das Stück als „grobe Beleidigung des österreichischen Volkes“ und mischte sich damit als erster Bundespräsident Österreichs parteilich in einen Theaterskandal ein. Peymann und Bernhard erhielten viele Morddrohungen und Beschimpfungen; es kam zu einem Brandanschlag auf das Burgtheater am Aufführungstag. Peymann erklärte dazu, das Stück decke „den ganz tiefen Antisemitismus auf, der sich jetzt öffentlich manifestiert“.
Verschiedene Pop- und Rock-Interpreten nahmen auf die Affäre Bezug. Terence Trent D’Arby (USA) sagte am 10. November 1987 ein ausverkauftes Konzert in Wien ab, weil er mit den Steuerabzügen vom Erlös nicht die Regierung eines Landes stützen wolle, das Waldheim gewählt habe. Falco (Österreich) spielte in der ersten Strophe seines Songs The Sound of Musik auf Waldheims lückenhafte und von ihm gerechtfertigte Biografie an. Die Gruppe Erste Allgemeine Verunsicherung (Österreich) thematisierte die Affäre und Waldheims Rücktrittsverweigerung in ihren Songs Kurti (1988 auf der Single Burli) und Wann man geh’n muss. Waldheim erwog eine Klage wegen „Ehrenbeleidigung“ dagegen. Lou Reed (USA) kritisierte den Papst für die Audienz, die er Waldheim gewährt hatte, in seinem Song Good Evening, Mr. Waldheim von 1989. In dem Film Surf Nazis Must Die (1987) soll die Parole der Schiffsmannschaft gelautet haben: „Wir sind die Waldheim-SS aus Österreich!“
1995 ließ der mit Waldheim befreundete Verleger Herbert Fleissner eine Seite aus der Auflage eines ins Deutsche übersetzten Buchs von Bill Bryson entfernen, weil dieser Waldheim dort einen „pathologischen Lügner“ genannt hatte.

### Waldheims Selbstkritik
Im August 1991 verzichtete Waldheim auf vielfaches Drängen auch aus der ÖVP auf eine weitere Kandidatur. Danach räumte er allmählich Fehler im Umgang mit den Vorwürfen, nicht aber moralisches Versagen in der NS-Zeit ein. Am 5. März 2006 bedauerte er vor allem seinen Satz zur Pflichterfüllung und sagte:

„Es war notwendig, ja unverzichtbar, dass wir Österreicher uns von der reinen Opferrolle verabschiedet haben. Sie war zwar Grundlage unseres inneren Friedens nach 1945, des Wiederaufbaus und unserer Nachkriegs-Identität, aber doch nur Teil der Wirklichkeit.“

Kurz vor seinem Tod 2007 bat er seine Kritiker in einem „letzten Wort“ um „eine späte Versöhnung“: Er sei kein Mitläufer oder Mittäter des NS-Regimes gewesen. Als Fehler benannte er „die zu späte Aufarbeitung“ seiner Kriegsvergangenheit und bedauerte:

„… dass ich – unter dem äußeren Druck monströser Beschuldigungen, die mit meinem Leben und meinem Denken nichts zu tun hatten – viel zu spät zu den NS-Verbrechen umfassend und unmissverständlich Stellung genommen habe.“

Als Ursachen dafür benannte er Österreichs Staatsraison als „Hitlers erstes Opfer“ und seine persönliche „Betroffenheit, Kränkung, ja das Entsetzen über Inhalt und Ausmaß dieser Vorwürfe.“ Daraus folgernd rief er zu einem gemeinsamen Geschichtsverständnis, Kompromissbereitschaft und Konsens auf.
Kardinal Christoph Schönborn stellte ihn daraufhin in seiner Trauerpredigt am 23. Juli 2007 als „Friedenssucher“ dar, der „sein Leben ganz auf Versöhnung gesetzt hat“. Bundespräsident Heinz Fischer sagte in seiner Trauerrede: „… dass dem Menschen und dem Bundespräsidenten Kurt Waldheim Unrecht geschehen ist, wenn ihm Handlungen, bis hin zu Kriegsverbrechen angelastet wurden, die er nicht begangen hat. […] Kurt Waldheim wurde zu einer Projektionsfläche für schlechtes Gewissen im Zusammenhang mit unserem Umgang mit der NS-Zeit und mit Versäumnissen in der Nachkriegsgeschichte.“
Andere kritisierten, er habe mit seinem Festhalten am Amt seine persönlichen Interessen über die Österreichs gestellt und nie Reue oder Bedauern für sein Mitwirken in Wehrmachteinheiten, die Kriegsverbrechen begangen hatten, ausgedrückt. Hunderttausende „gewöhnliche, gutmeinende, aber ehrgeizige Menschen wie Waldheim“ hätten das Dritte Reich und seine Massenverbrechen möglich gemacht.

## Dokumentationen
- 2018 erschien der österreichische Dokumentarfilm Waldheims Walzer von Ruth Beckermann, der vom Fachverband der Film- und Musikindustrie (FAMA) als österreichischer Kandidat für den besten fremdsprachigen Film bei der Oscarverleihung 2019 ausgewählt wurde.[183]
- Die Waldheim-Affäre. In: orf.at. 6. März 1986, abgerufen am 13. September 2019.